# 百分號
百分號（percent sign，%）又称百分比記號，是表達百分比的符號，加在數值的後面，表達百分之一。
根据其英文发音，百分比在东南亚华人中常被称为巴仙；在台語中則根據日文「日语：，羅馬化：Pāsento」發音，華語音似趴線豆、趴線或趴，部分報章雜誌網站俗寫為趴。

## 歷史

### per cento
有人主張百分號來自於義大利文的「per cento」（每一百），以下是 D.E. Smith 的考證。
古時本無百分比專用的符號，而是將義大利文的「per cento」以「per 100」「p 100」「p cento」等形式書寫。

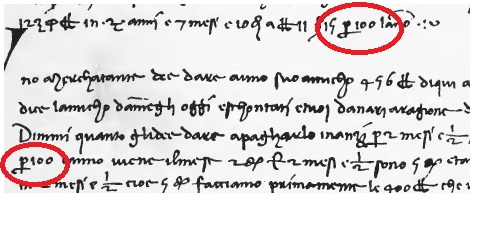
「p100」的用例。1339年。

1425年左右，出現了在「PC」之後加上一個小圈，代表「cento」最後一個字母「o」的寫法。

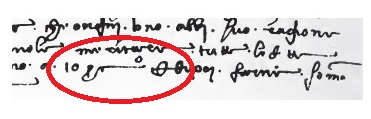
「PCº」的用例。長橫線是C的變形尾端。1425年。

1650年左右，「Cº」的部分再次變形，出現像是「%」站立的符號，接著「P」的部分漸漸開始不寫。

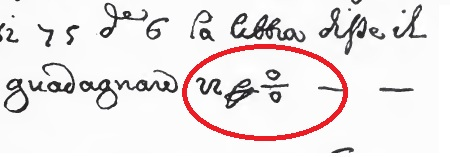
像是「%」站立的符號。1648年。

大約在1925年左右，開始出現使用斜線的形式()，是現今最普遍的形式。
除以上見解外，也有其他不同的主張。
- 源自於「cento」的縮寫「c/o」[10]。
- 「pc」的變形[10]。

## 排版

### 空格
數字與 % 符號的中間是否帶有空格，有各種不同的習慣。
- 英語圈中的爭論:
主張必須要有空格者
  - 国际单位制的手冊[11][12]
  - ISO 31-0[13]

主張不應有空格者
  - the Chicago Manual of Style[14]
- 在捷克文中，當數字是名詞時要加空格，當數字是形容詞時不加空格[15]。

中华人民共和国国家标准于2011年7月29日发布，11月开始实施的《出版物上数字用法》中注明，正规出版物中，将数字用于加减乘除等运算的时候，百分数应当以罗马数字记法显示，如“去年营业额增长百分之五”应当写作“去年营业额增长5%”，等等。表示数值区间的时候，应当保留两端的百分号，如应当写“此事件有5%～10%的可能性发生”，而不是“此事件有5～10%的可能性发生”。

## 在自然語言中的用途

### 百分比
表示百分比。
- 營業稅 5%
- 20% OFF
- 濃度 5.5% 的食鹽水

### 商業用負號
Template:符號
就像大寫數字一樣，為了防止數值遭到竄改，在商業上有將百分號代替負號使用的情形。
然而商業用負號通常不寫作圈而以點表示為主（如「˙/.」或「./.」），所以在 Unicode ，有另外定義一個商業用負號字碼 U+2052 以便區別，但目前許多字型尚未支援該符號。

## 電腦上的用途
由於百分號有收錄在ASCII碼，很容易在各國環境中輸入，所以在程式語言以及許多殼層都借用百分號在其他用途上。

### 求餘數運算子
許多類C語言的程式語言都將百分號用在求餘數的運算子（模除）。例如：
int a = 25 % 7;
這是將 25 除以 7 後的餘數 4 指派給變數 a 的意思。在 C 語言只能處理整數型別，而在 Java 也可以運算浮點數。

### 語法設定
在C語言的格式化字串輸入函式（printf 等）中，代表格式指定的指示符。例如 %d 表示整數、%c 表示輸出 1 個字元等。很多其他程式語言也承襲這個方法。

### 環境變數
在 MS-DOS 與 Microsoft Windows 等環境中，標準的 命令提示字元 中，作為表示環境變數的符號。
echo %PATH%
這裡「%PATH%」表示傳回環境變數 PATH 的值。

### 雜湊
在 Perl 語言將百分號用於雜湊型別的變數。

### URL編碼
- 由於URL無法傳送非ASCII範圍以及部分ASCII範圍內的部分符號，所以使用%xx（xx是16進位2位數）的形式進行編碼傳輸。在RFC 3986中將這種編碼形式稱為「百分号编码」。

### 其他電腦中的用途
- 在 MS-DOS 批次檔中，表示命令列引數。
- 在 crontab 中，行內的 % 表示命令結束的意思，% 之後的部分視為標準輸入的輸入內容。
- 在 MATLAB 等軟體中，從 % 到行尾的部分視為註解。
- 在 SQL 語言中，作為萬用字元，表示「長度在0以上的任意字串」。

## 百分號的數據處理
| 符號 | Unicode | Big5 | 字元實體引用      | 名稱                     |
| ---- | ------- | ---- | ----------------- | ------------------------ |
| %    | U+0025  |      | &#x25; &#37;      | 百分比符號               |
| ٪    | U+066A  |      | &#x66A; &#1642;   | 百分比符號（阿拉伯文字） |
| ⁒    | U+2052  |      | &#x2052; &#8274;  | 商業用負號               |
| ％   | U+FF05  | A248 | &#xFF05; &#65285; | 全形百分比符號           |

## 參看
- 百分比